# Velimir Valenta

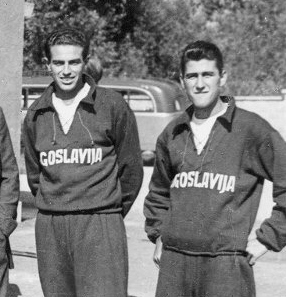
Velimir Valenta (li.) mit Duje Bonačić bei den Olympischen Spielen 1952

Velimir Valenta (* 21. April 1929 in Klis; † 27. November 2004 in Mendrisio) war ein jugoslawischer Ruderer. 
Valenta startete für den Verein HVK Gusar aus Split. Bei den Olympischen Spielen 1952 in Helsinki gewann der jugoslawische Vierer ohne Steuermann mit Duje Bonačić, Velimir Valenta, Mate Trojanović und Petar Šegvić den zweiten Vorlauf und das zweite Halbfinale. Im Finale siegten die Jugoslawen mit 2,9 Sekunden Vorsprung auf den Vierer aus Frankreich und erhielten die einzige olympische Goldmedaille für jugoslawische Ruderer überhaupt.